# Acanthocera bequaerti
Acanthocera bequaerti är en tvåvingeart som beskrevs av David Fairchild 1963. Acanthocera bequaerti ingår i släktet Acanthocera och familjen bromsar. Inga underarter finns listade i Catalogue of Life.